# 蒙泰和布克萨勒
蒙泰和布克萨勒（法語：Montet-et-Bouxal，法語發音：[mɔ̃tɛ e buksal]）是法国洛特省的一个市镇，属于菲雅克区。

## 地理
蒙泰和布克萨勒（44°44'24"N, 2°1'7"E）面积11.51 平方千米，位于法国奧克西塔尼大區洛特省，该省份为法国西南部内陆省份，北起顺时针与科雷兹省、康塔爾省、阿韦龙省、塔恩-加龙省、洛特-加龍省和多尔多涅省接壤。
与蒙泰和布克萨勒接壤的市镇（或旧市镇、城区）包括：戈尔斯、拉巴蒂德、萨巴代勒-拉特龙基耶尔、圣西尔格、圣科隆布、圣梅达尔尼库尔比。

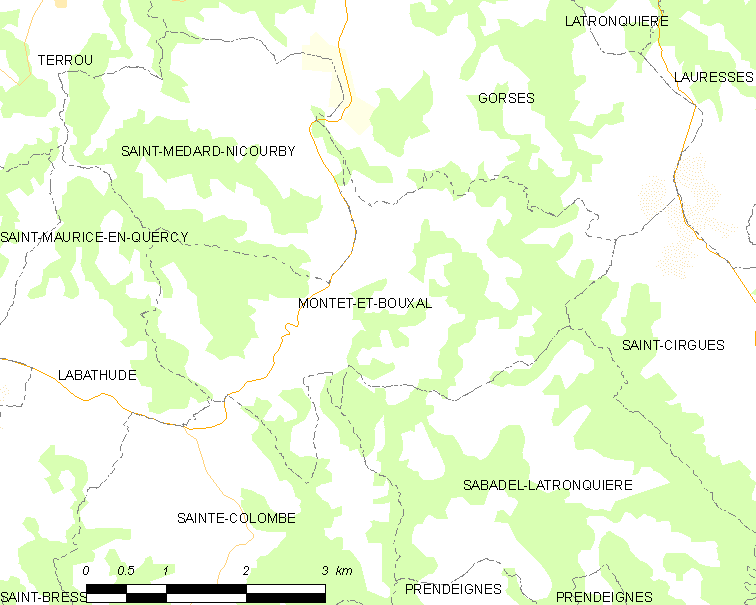
蒙泰和布克萨勒的OSM定位图

蒙泰和布克萨勒的时区为UTC+01:00、UTC+02:00（夏令时）。

## 行政
蒙泰和布克萨勒的邮政编码为46210，INSEE市镇编码为46203。

## 政治
蒙泰和布克萨勒所属的省级选区为拉卡佩勒马里瓦勒县。

## 人口

1962-2008年间蒙泰和布克萨勒人口变化图示

蒙泰和布克萨勒于2022年1月1日时的人口数量为213人。